# 7755 Haute-Provence
A 7755 Haute-Provence (ideiglenes jelöléssel 1989 YO5) a Naprendszer kisbolygóövében található aszteroida. Eric Walter Elst fedezte fel 1989. december 28-án.